# Bez Ciebie
Bez Ciebie – singel polskiej piosenkarki Kasi Cerekwickiej. Singel został wydany 13 lutego 2017.
Kompozycja zdobyła trzy wyróżnienia (za słowa do piosenki, za muzykę, a także nagrodę publiczności im. Karola Musioła) w konkursie „Premier” podczas 54. Krajowego Festiwalu Piosenki Polskiej w Opolu.
Kompozycja znalazła się na 8. miejscu listy AirPlay – Top, najczęściej odtwarzanych utworów w polskich rozgłośniach radiowych. Nagranie otrzymało w Polsce status złotego singla, przekraczając liczbę 10 tysięcy sprzedanych kopii.

## Geneza utworu i historia wydania
Utwór napisali i skomponowali Ania Dąbrowska, Roman Szczepanek, Kasia Cerekwicka i Jakub Galiński, natomiast za produkcję piosenki odpowiada Jerzy Runowski.
Singel ukazał się w formacie digital download 13 lutego 2017 w Polsce za pośrednictwem wytwórni płytowej Jazzboy Records.
16 września 2017 za wykonanie piosenki zdobyła trzy wyróżnienia (za muzykę i słowa do piosenki przyznane przez Stowarzyszenie Autorów ZAiKS i nagrodę publiczności im. Karola Musioła) w konkursie „Premier” podczas 54. Krajowego Festiwalu Piosenki Polskiej w Opolu. 14 grudnia 2020 utwór został zaprezentowany telewidzom stacji TVP1 w programie Jaka to melodia?.
Utwór znalazł się na kilku polskich składankach m.in. RMF Polskie przeboje 2017 (wydana 14 lipca 2017) i Najlepsze hity dla Ciebie: Polskie. Volume 5 (wydana 11 maja 2018).

## „Bez Ciebie” w stacjach radiowych
Nagranie było notowane na 8. miejscu w zestawieniu AirPlay – Top, najczęściej odtwarzanych utworów w polskich rozgłośniach radiowych.

## Teledysk
Do utworu powstał teledysk w reżyserii Moniki Majorek, który udostępniono 10 kwietnia 2017 za pośrednictwem serwisu YouTube.

## Lista utworów
- Digital download[2]

1. „Bez Ciebie” – 3:22

## Notowania

### Pozycje na listach airplay
| Kraj   | Lista (2017)      | Najwyższa pozycja |
| ------ | ----------------- | ----------------- |
| Polska | AirPlay – Top     | 8                 |
| Polska | AirPlay – Nowości | 1                 |

## Certyfikaty
| Kraj          | Certyfikat  | Sprzedaż |
| ------------- | ----------- | -------- |
| Polska (ZPAV) | złota płyta | 10 000+  |

## Wyróżnienia
| Rok  | Konkurs          | Kategoria                                          | Rezultat |
| ---- | ---------------- | -------------------------------------------------- | -------- |
| 2017 | 54. KFPP w Opolu | Premiery (nagroda za muzykę)                       | Wygrana  |
| 2017 | 54. KFPP w Opolu | Premiery (nagroda za słowa do piosenki)            | Wygrana  |
| 2017 | 54. KFPP w Opolu | Premiery (nagroda publiczności im. Karola Musioła) | Wygrana  |